# Sin (Burkina Faso)
Pour les articles homonymes, voir Sin.
Sin est une commune située dans le département de Safané de la province du Mouhoun au Burkina Faso.